# Юзеф Майхшак
Юзеф Майхшак (пол. Józef Majchrzak; 14 січня 1923, Сюткувек — 25 листопада 1993, Бидгощ) — польський комуністичний політик часів ПНР, перший секретар Бидгощського воєводського комітету ПОРП, член ЦК ПОРП у 1967/1968 — 1980 роках. Вважався одним із найвпливовіших регіональних партійних секретарів. Відрізнявся жорстко догматичним політичним курсом й авторитарним стилем керівництва. Усунено від влади під тиском Солідарності. Під час воєнного стану інтерновано як одного із «відповідальних за кризу». Звинувачувався слідчими органами ПНР у фінансових зловживаннях, проте засуджений не був.

## Функціонер партапарату
Народився у селянській сім'ї з гміни Любане (тоді Поморське, нині Куявсько-Поморське воєводство). В молодості працював теслею. Після закінчення Другої світової війни та нацистської окупації вступив в урядущу компартію ПРП, з 1948 року — ПОРП. Закінчену освіту здобув у Вищій партійній школі при ЦК ПОРП.
У грудні 1956 року обійняв посаду секретаря з оргпитань у Бидгощському воєводському комітеті ПОРП. За роки секретарства помітно зміцнив воєводську парторганізацію та власні позиції. Зарекомендував себе носієм авторитарного стилю управління. 3 січня 1967 року затверджено на посаді першого секретаря воєводського комітету. З 16 листопада 1968 року — член ЦК ПОРП.

## Перший секретар у Бидгощі
Призначення Юзефа Майхшака збіглося з посиленням партійної політики в останні роки правління Владислава Гомулки. Під час політичної кризи 1968 року Майхшак діяв на попередження, припиняючи можливості студентських протестів. Він організував у Бидгощі 40-тисячний мітинг на підтримку Гомулки, причому його виступ містив відверто антисемітські мотиви. Яких-небудь опозиційних акцій у Бидгощі не відбулося. Попри прихильність до жорсткої лінії, Майхшак повною мірою зберіг позиції після подій 1970—1971 років, відставки Гомулки та затвердження Едварда Герека на чолі ПОРП і ПНР.
Перший секретар Майхшак вважався повновладним «господарем Бидгоща». Його брат Мечислав Майхшак обіймав високу посаду в міліційній комендатурі (часом володіючи більшим впливом, ніж коменданти Анджей Марцинковський та Юзеф Коздра, їхні заступники з держбезпеки Генрик Зашкевич, Алоїзій Циганський та Зенон Дринда). Зазначалося, що найенергійніші дії першого секретаря Майхшака були відповідні своїм кар'єрним інтересам чи партійним ідеологічним установкам. Типовим у цьому сенсі виявився червень 1974 року — приїзд до Бидгоща керівника НДР Еріха Хонекера у супроводі Едварда Герека стимулював масштабні роботи з благоустрою, асфальтуванню, озеленення тощо. Сам факт такого візиту підкреслював високий статус Майхшака у партійно-державній ієрархії.
З 1965 до 1981 рік Юзеф Майхшак був депутатом сейму ПНР від Влоцлавека та Бидгоща. Перебував у комітеті внутрішніх справ та юстиції.

## Відставка та переслідування
Серпневі події 1980 року кинули Майхшака в розгубленість. Він не очікував стрімкого зростання страйкового руху та створення Солідарності. На чолі Бидгощського профцентру незалежної профспілки став переконаний та активний антикомуніст Ян Рулевський. Збори десятків трудових колективів вимагали відставки Майхшака як скомпрометованого сподвижника Герека.
Опозиція Майхшаку виникла й у партійному апараті. Перший секретар піддався різкій критиці на пленумі воєводського комітету 16 жовтня 1980 року. Його усунення вимагала впливова група партійних функціонерів на чолі з першим секретарем Бидгощського міськкому Ігнаци Іваньчем. Майхшак змушений був подати у відставку (разом із секретарями з організації та економіки Віктором Сопоровським та Тадеушем Людвиковським). Новим головою бидгощської воєводської парторганізації затвердили вихідця з партійно-наукових кіл Генрика Беднарського. Зміна першого секретаря розглядалася як певна «лібералізація» політики, хоча такі оцінки не виявилися адекватними.
На пленумі воєводського комітету ПОРП 15 квітня 1981 року Юзеф Майхшак подав заяву про вихід зі складу комітету — ймовірно, розраховуючи мобілізувати свою підтримку. Однак, на його подив, заяву схвалили та задовольнили. На IX надзвичайному з'їзді ПОРП у липні 1981 року Майхшака виведено з ЦК. Ще раніше, у лютому 1981 року, почалися розслідування його фінансових зловживань. Він звинувачувався у незаконному витрачанні коштів на будівництво власної вілли. У цію справу також залучили брата екссекретаря підполковника Майхшака, колишнього бидгощського воєводу Едмунда Леманна, та ще кількох чиновників і господарників. Мечислав Майхшак звинувачувався також у перевищенні повноважень і зловживанні владою на міліційній посаді.

## Інтернування й останні роки
13 грудня 1981 року у ПНР введено воєнний стан. Поряд із тисячами опозиціонерів, піддалися інтернуванню 37 колишніх керівників ПОРП і ПНР на чолі з Едвардом Гереком. Їх оголосили «відповідальними за кризу» та «небезпечними для держави». У цій групі опинилися Юзеф Майхшак й Едмунд Леманн. Зміст був досить суворим, причому на відміну від активістів «Солідарності», колишні функціонери ПОРП не мали громадської підтримки та співчуття. Мечислав Майхшак не увійшов до цієї групи, але його заарештували за кримінальними звинуваченнями.
Проте задуманий політичний процес не відбувся (як і над лідерами «Солідарності»). До кінця 1982 року інтернованих звільнили. Кримінальну справу, в якій фігурували серед інших брати Майхшаки та Леманн, також закрили.
Останнє десятиліття Юзеф Майхшак прожив у Бидгощі суто приватним життям. У політичних процесах участі не брав, із публічними заявами не виступав. Помер у віці 70 років.